# Весела Нейнски
Весела Георгиева Костова, по-известна като Весела Нейнски, е българска оперна, джаз и поп изпълнителка и актриса.

## Биография
Весела Нейнски е родена на 20 ноември 1971 г. в гр. София. Баща ѝ проф. Георги Костов е композитор, ректор на Националната музикална академия. Майка ѝ – Мара Нейнска е виолистка. Весела има полусестра – Лилия. Учи до 3-ти клас в 22-ро училище в София, и тренира спортна и художествена гимнастика в отбора на „Левски Спартак“. След това е приета и завършва СМУ „Любомир Пипков“ със златен медал и специалност пиано. Висше образование в Национална музикална академия със специалност „Оперно пеене“. Продължава да специализира белканто в академиите „Борис Христов“ и „Санта Чечилиа“ в Рим, а по-късно мюзикъл в Ню Йорк.
Участва в реалити-предаванията „ВИП Брадър 1“, „Черешката на тортата“ и Big Brother Most Wanted 2018.

## Кариера
Работила е като водеща в радиото и телевизията. В Народен театър „Иван Вазов“ е играла в постановката „Декамерон“ в продължение на 4 години. Весела е изнасяла концерти в Берлин, Истанбул, Москва, Рим, Лондон, Виена и Флоренция. Пресъздава ролите Дорабелла (1996), Хубавата Елена и Принц Орловски (1997), Фенена и Мадаленна (1996 – 1997), Яна (2005) и Танголита.
Весела Нейнски през 2002 г. изнася в Народен театър „Иван Вазов“ джаз рецитала „May be this time“ с биг бенда на БНР. През 2011, заедно с джаз пианиста Боби Вълчев изнася камерен джаз рецитал „Winter jazz of love“. През 2015 с биг-бенд Благоевград изнася джаз-рецитал, съчетан с ревю със заглавие „Принцеса на джаза“. През 2012 по покана на Софийската филхармония изнася камерен рецитал „Съдба“ с класическа руска музика, с пианистката Венета Нейнска.

## Филмография
- Shark Zone (2003) – като Мелиса[8]
- Едно дете в повече (2004), България – като Детелина[9]

## Дублаж
- „Принцът на Египет“ – Кралицата (вокал), 1999